# Commission internationale de diplomatique
La Commission internationale de diplomatique (CID) est une société savante internationale créée en 1971, qui forme une commission interne au sein du Comité international des sciences historiques.

## Activités
La CID rassemble des historiens spécialistes de la diplomatique, c’est-à-dire de l’étude des actes écrits, notamment du Moyen Âge et de l’époque moderne. Elle a pour objectif de favoriser et de coordonner les études en la matière au niveau international, au moyen notamment de réunions scientifiques régulières, de publications spécialisées et de recommandations méthodologiques. Son actuel président est Benoît-Michel Tock (de), professeur à l’université de Strasbourg ; la vice-présidence est assurée par Maria Cristina Almeida e Cunha Alegre et Ignasi Joaquim Baiges Jardí. Elle compte environ 80 membres, parmi lesquels des médiévistes comme Julia Barrow, Brigitte Bedos-Rezak, Marie Bláhová, Wolfgang Huschner (de), Theo Kölzer, Smilja Marjanović-Dušanić (en), Olivier Guyotjeannin ou  Walter Prevenier, ou des modernistes tels que Bernard Barbiche ou Olivier Poncet. 
Elle organise régulièrement des congrès et colloques internationaux dont les actes font l'objet de publications, visant à faire travailler autour d'un thème commun des spécialistes issus de différents pays d'Europe et du monde. Ses travaux sont notamment à l'origine du Vocabulaire international de la diplomatique, édité par Maria Milagros Cárcel Ortí.

## Publications depuis 2000
- Walter Prevenier et Thérèse de Hemptinne (éd.), La Diplomatique urbaine en Europe au Moyen Âge. Actes du Congrès de la Commission internationale de diplomatique, Gand, 25-29 août 1998, Louvain et Apeldoorn, Garant, coll. « Studies in urban social, economic and political history of the medieval and modern Low Countries », 2000  (ISBN 90-5350-996-8). [lire en ligne].
- Walter Prevenier (éd.), Commission internationale de diplomatique 1965-2000, Turnhout, Brepols 2000.  (ISBN 978-2-503-51115-3).
- Adam J. Kosto et Anders Winroth (ed.), Charters, Cartularies, and Archives. The Preservation and Transmission of Documents in the Medieval West, Proceedings of a Colloquium of the Commission Internationale de Diplomatique (Princeton and New York, 16-18 September 1999), Toronto, Pontifical Institute for Medieval Studies, coll. « Papers in Mediaeval Studies » 17, 2002.  (ISBN 978-0-88844-817-0).
- Giovanna Nicolaj (a cura di), La diplomatica dei documenti giudiziari (dai placiti agli acta, secc. XII – XV), Città del Vaticano, Ministero per i beni e le attività culturali, coll. « Pubblicazioni degli archivi di stato, Saggi » 83, 2004.  (ISBN 88-7125-265-9).  [lire en ligne].
- Olivier Guyotjeannin (dir.), La Langue des actes, actes du XIe Congrès international de diplomatique (Troyes, jeudi 11-samedi 13 septembre 2003), Paris, École des chartes, coll. « Elec », 2004. [lire en ligne].
- Diplomatik im 21. Jahrhundert – Bilanz und Perspektiven, dans Archiv für Diplomatik, no 52, 2006, p. 233-673, no 53, 2007, p. 367-417.
- Olivier Guyotjeannin, Laurent Morelle et Silio P. Scalfati (ed.), Les formulaires : compilation et circulation des modèles d’actes dans l’Europe médiévale et moderne. XIIIe congrès de la Commission internationale de diplomatique (Paris, 3-4 septembre 2012), organisé par l’École nationale des chartes et l’École pratique des hautes études, avec le concours du GDR 3177 « Diplomatique » (CNRS) et des Archives nationales, Paris, École des chartes, coll. « Elec », 2016 (2e éd. Prague, 2018).  (ISBN 978-8024-6383-17). [lire en ligne].
- Olivier Poncet et Cristina Mantegna (dir.), Les documents du commerce et des marchands entre Moyen Âge et époque moderne (XIIe – XVIIe siècle), Rome, École française de Rome, coll. « Collection de l'École française de Rome » 550, 2018.  (ISBN 978-2-7283-1316-7).